# Notoxus digitatus
Notoxus digitatus là một loài bọ cánh cứng trong họ Anthicidae. Loài này được Peyron miêu tả khoa học năm 1877.